# Lupinus decurrens
Lupinus decurrens är en ärtväxtart som beskrevs av George Gardner. Lupinus decurrens ingår i släktet lupiner, och familjen ärtväxter. Inga underarter finns listade i Catalogue of Life.